# Tropiska stormen Erin
Den tropiska stormen Erin var den andra tropiska cyklonen som passerade USA, och den femte namngivna under den atlantiska orkansäsongen 2007. Den bildades över Mexikanska golfen den 14 augusti utifrån ett större område av konvektioner. Den fick status som tropisk storm dagen efter och den 16 augusti drog Erin in över land nära Lamar, Texas och passerade Texas, innan den rörde sig norrut mot Oklahoma. Stormen orsakade minst 13 dödsfall och förvärrade översvämningsproblemen i Texas.

## Stormhistoria

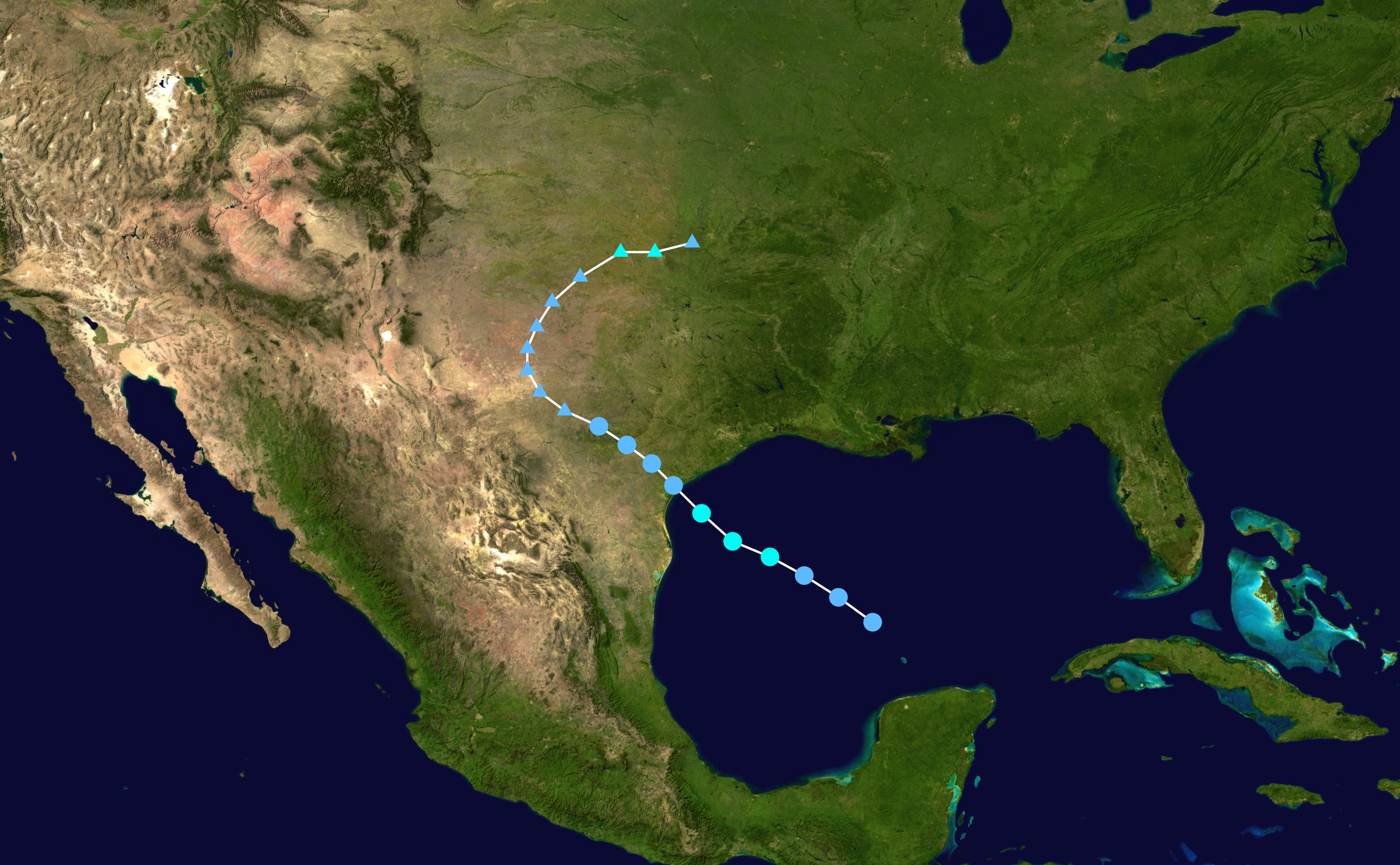
Erins bana

Den tropiska stormen Erin bildades den 14 augusti ur en konvektion ur ett större område konvektioner som hade bildats den 9 augusti. Den rörde sig mot nordväst och dagen efter klassificerades den som en tropisk storm, dock en svag sådan. Den fortsatte att vara oorganiserad och ökade inte i styrka allt eftersom den drog åt nordväst. Den 16 augusti drog den in över land i närheten av Lamar, Texas och den försvagades till ett tropiskt lågtryck.
Medan den rörde sig åt nordväst genom Texas, behöll Erin ett område av konvektion nära centrum, med dess utspridda regnband[förklaring behövs] som resulterade i medelmåttig till kraftig nederbörd. Den 17 augusti hade vindarna minskat till 30 km/h, men med starkare kastvindar. Systemet svängde åt nord-nordväst, medan band av kraftig åska fortsatte att rotera runt Erins centrum. Tidigt den 19 augusti drog Erin in över Oklahoma och precis väster om Oklahoma City ökade den plötsligt i styrka med vindhastigheter upp till 55 km/h. Erin försvagades dock framåt dagen och sent den 19 augusti försvagades den ytterligare och blev ett lågtryck. Lågtrycket fortsatte in över Kansas och fortsatte norrut mot ett frontsystem som sträckte sig från Mellanvästern till Mid-Atlantic.

## Skador

### Texas
Under eftermiddagen den 15 augusti nådde regnband[förklaring behövs] med stormbyar Texas kustlinje. När stormen drog in nära kusten gav den upphov till häftiga regn. 280 mm mättes upp vid en station i Lockwood, nära eller nordöst om dess bana. Stormen orsakade flera sumpiga områden runt omkring Houston att svämma över. Det har rapporterats att sju personer dött i Erins spår (tre direkt och fyra indirekt). I Clear Lake City kollapsade taket till en affär på grund av häftigt regn och två personer omkom. Nederbörden orsakade översvämningar över delar av området kring Greater Houston, vilket kortvarigt orsakade att METRORail stannade upp och flera vägar fick stängas av. En person drunknade i en kvarhållningsdamm[förklaring behövs]. Flera personer behövde undsättas och i Comal County dog tre personer i en bilolycka. Omkring 20 000 personer blev strömlösa på grund av stormen, fast det allvarligaste felet lagades snabbt. I San Antonio hittades en kropp i en liten ström.

### Oklahoma
Efter dess oväntade utveckling över Oklahoma rapporterades stora skador. Flera områden i centrala Oklahoma översvämmades på grund av det kraftiga regnet. Watonga, Kingfisher och Geary var de områden som drabbades hårdast, där många hus och byggnader förstördes. Vindar i Watonga nådde hastigheter på 131 km/h, vilket skadade ett träd och husbilar, och hela området blev strömlöst. Strömavbrott drabbade även 15 000 abonnenter i området kring Oklahoma City. En del av Interstate 40 stängdes också av under en period.
En person drunknade i en källare i Fort Cobb, en annan drunknade i Kingfisher och en person dog i Seminole. Tre andra personer dog i en bilolycka nära Carnegie. En annan dödlig bilolycka ägde rum i Okmulgee County, men det är oklart om den orsakades av stormen.